# Strangefolk
Strangefolk — студийный альбом британской инди-рок-группы Kula Shaker, издан в 2007 году. Strangefolk поднялся до 69 позиции в UK Albums Chart и получил разноречивую оценку критиков.

## Об альбоме
Музыканты группы работали над альбомом в сотрудничестве с такими известными продюсерами и звукоинженерами, как лауреат «Грэмми» Чад Блейк (Питер Гэбриэл, Crowded House), Сэм Уилльямс (Supergrass) и Крис Шелдон (Foo Fighters, Pixies).
Strangefolk изначально было рабочим названием альбома Peasants, Pigs and Astronauts, изданного в 1999 году. В песне «Song of Love/Narayana» присутствуют элементы из композиций «Narayan» и «Climbatize» с альбома группы The Prodigy The Fat of the Land. Соавтором песни «Narayan» был Криспиан Миллс, также принявший участие в записи альбома The Prodigy.

## Список композиций
Все песни написаны Mills / Bevan. Авторские права принадлежат Copyright Control, исключение составляет песня «Song of Love / Narayana», опубликованная с разрешения EMI и Hit & Run Music.
1. «Out On the Highway» 3:53
2. «Second Sight» 3:42
3. «Die for Love» 3:24
4. «Great Dictator (Of the Free World)» 3:10
5. «Strangefolk» 1:27
6. «Song of Love / Narayana» 5:30
7. «Shadowlands» 4:09
8. «Fool That I Am» 3:53
9. «Hurricane Season» 6:03
10. «Ol' Jack Tar» 3:36
11. «6ft Down Blues» 3:53
12. «Dr. Kitt» 4:00

К каждому из изданий альбома также прилагается бонусная композиция:
- «Persephone» 4:40 (в японском, американском и европейском изданиях в формате CD)
- «Super CB Operator» 3:10 (в японском, американском и европейском изданиях в цифровом формате)
- «Wannabe Famous» 3:30 (только в японском издании)

## Участники записи
- Alonza Bevan — бас-гитара, акустическая гитара, вокал.
- Paul Winter-Hart — ударные.
- Crispian Mills — основной вокал, гитара, губная гармошка.
- Harry B. Broadbent — пианино, орган Хаммонда, вокал.